# Diospyros glandulifera
Diospyros glandulifera là một loài thực vật có hoa trong họ Thị. Loài này được De Winter mô tả khoa học đầu tiên năm 1961.